# Fama Diagne Sène

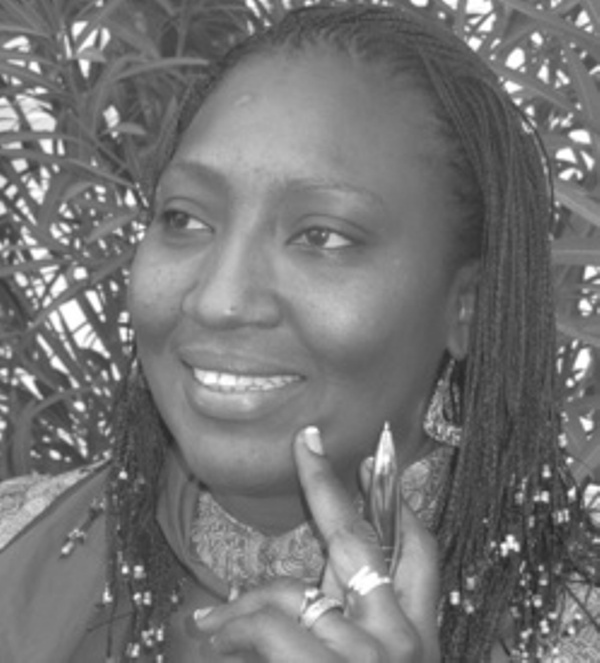
Fama Diagne Sène (2013)

Fama Diagne Sène (* 1969 in Thiès) ist eine senegalesische Schriftstellerin (Roman und Kurzgeschichte) und Dichterin. Sie erhielt 2011 den Tchicaya-U-Tam’si-Preis.

## Leben
Fama Diagne Sène ging in Thiès auf die Universität und wurde dort Lehrerin. Ihre Kollegin Ken Bugul zählte sie zu den „illustren Frauen“ der senegalesischen Literatur. 1997 erhielt sie für ihren ersten Roman Le chant des ténèbres [Das Lied der Dunkelheit] den Literaturpreis „Grand Prix du président de la République du Sénégal pour les Lettres“ (Großer Preis des Präsidenten der Republik Senegal für Literatur).
Selbst aus einer Serer-Familie stammend, prangerte sie in ihrem umstrittenen Stück Mbilem ou le baobab du lion die Serer-Tradition an, wofür sie von den Serer-Traditionalisten des Senegal stark kritisiert wurde. MBilène (Variante: Bilim) ist ein religiöses Fest im Serer-Kalender, das einmal im Jahr gefeiert wird und dem Neujahrsfest entspricht. In der vorkolonialen Zeit und bis in jüngerer Zeit wurden einige Serer Griots in den Stämmen eines Affenbrotbaums begraben, statt in einem Pyramidengrab mit all den von der Serer-Religion vorgeschriebenen Insignien. Eine Beisetzung in einem Grab und Mumifizierung standen dem Serer-Adel stets zu, einige Serer-Griots wurden jedoch nicht auf diese Weise begraben. In diesem Stück kritisiert Sène diese Tradition und geriet dadurch mit der Serer-Priesterklasse auf Konfrontationskurs.

## Auszeichnungen und Ehrungen
- 1997: Grand Prix du président de la République du Sénégal pour les Lettres, Senegal.[5]
- 2003: Genfer Poesiepreis, Schweiz[5]
- 2009: Poesie-Preis Éditions Maguilen, Senegal
- 2011: Tchicaya-U-Tam’si-Preis für afrikanische Poesie, Marokko (Asilah)[6] (zusammen mit Mehdi Akhrif)

## Publikationen
- Le chant des ténèbres : roman. Les Nouvelles Editions Africaines du Sénégal, Dakar 1997, ISBN 2-7236-1109-4 (Anmerkung[7]).
- Humanité. Éditions Maguilen et Éditions Damel, Dakar und Genf 2003.
- Les deux amies de Lamtoro. Conte pour enfants. Falia Éditions Enfance et  Edicef, Léeboon-Lippoon 2003.
- « Trois hivers à Genève », in Le camp des innocents : prix littéraire Williams Sassine : 15 nouvelles africaines. Lansman Editeur; Coopération par l'éducation et la culture, Carnières-Morlanwelz, Belgique; Bruxelles 2006, ISBN 2-87282-517-7.
- La momie d'Almamya : roman. Nouvelles éditions africaines du Sénégal, Dakar 2003, ISBN 2-7236-1489-1.
- Barça ou barsakh : les coulisses de la misère. Editions Damelles du Sénégal, Dakar 2009, ISBN 978-2-918662-00-6.
- MBilène ou le Baobab du lion. 2010.